# Pneumatopteris papuana
Pneumatopteris papuana är en kärrbräkenväxtart som beskrevs av Holtt. Pneumatopteris papuana ingår i släktet Pneumatopteris och familjen Thelypteridaceae. Inga underarter finns listade.